# Оверберг (окръжен административен район)
Община Оверберг (на африкаанс Overberg) е окръжен административен район в окръг Оверберг, провинция Западен Кейп, Република Южна Африка, с площ 608 км2.

## Население
247 (2001)

### Расов състав
(2001)
- 57,3%- цветнокожи
- 39,0%- бели
- 3,7%- черни
- 0,0%- азиатци